# 平幹二朗
平 幹二朗（ひら みきじろう、1933年〈昭和8年〉11月21日 - 2016年〈平成28年〉10月22日）は、日本の俳優・演出家。ケイファクトリー所属。長男は俳優の平岳大。
主に舞台演劇役者の主演として活躍し、国内外で高い評価を受けている日本を代表する名優の一人である。その他にも、大河ドラマなどのテレビドラマや映画などでも活躍した。

## 生涯

### 出生から学生時代まで
平幹二朗は1933年11月21日、広島県広島市中区小網町（こあみちょう）に生まれた。生後9か月の時に父・文雄が病死。家の造りは京都の町家のように間口は狭いが奥行きのある二階家で、1階が十畳、八畳が二間、中庭、それが土間に面して奥に続いて、2階は八畳二間と物干しだった。そこに祖母と母と幹二朗の3人で住んでいた。
小学6年生の初め、幹二朗は広島県東部の甲奴郡上下町（現・府中市）の母方の大叔父宅に疎開する。母は流川町の郵便局で働くようになっていたので広島に残った。郵便局は原爆ドームから800mほどの距離で、1945年8月6日、原爆投下の朝、通勤途中だった母はビルの陰で靴を履き直していたため光線を受けなかったので生き残った。終戦後まもなく母は上下町の家で危篤状態になり、子供のない農家の大叔父に「うちの子になるか」と言われたが、幹二朗は「農家の子供になるのはイヤだなぁ」と思ったという。
内気な少年だった幹二朗が演劇にかかわるのは、上下高校の時だった。

### 俳優として
「映画監督になりたい」という漠然とした夢は持っていたが、それには大学に行って会社に入らなければならなかったが、理数系が苦手だった。
困っている時俳優座養成所の募集記事を読んだ。そこが3年間の俳優教育をする学校だった。しかし養成所の試験に落ちた。翌年には合格、俳優座養成所五期生となった。同期に木村俊恵・今井和子・藤田敏八・ジェームス三木ら。1956年俳優座座員となり、同年『貸間探し』で初舞台。以後、『千鳥』『四谷怪談』『ファウスト』などに出演。端整な容姿と、スケールの大きさを感じさせる演技で注目され、仲代達矢や加藤剛とともに同座の若手ホープと目される。
1963年、テレビドラマ『三匹の侍』にレギュラー出演。五社英雄演出のリアルな殺陣によりテレビ時代劇の流れを大きく変えたこの作品で、虚無的な浪人・桔梗鋭之介役が人気を集めた。お茶の間にもおなじみの顔となり、時代劇を中心に多くの主演ドラマを持った。1968年フリー。浅利慶太演出『アンドロマック』の出演を機に劇団四季に客員し1968年、浅利慶太演出『ハムレット』で主役を演じ、各界から高い評価を受ける。続く『狂気と天才』などの演技も高く評価され、日本を代表する舞台俳優の一人となる。
四季がミュージカルに力を入れ始めたころ蜷川幸雄に出会い、1976年に蜷川演出『近代能楽集 卒塔婆小町』主演を皮切りに、『王女メディア』『近松心中物語』『NINAGAWAマクベス』『タンゴ・冬の終わりに』『テンペスト』『グリークス』『リア王』など長年に渡り蜷川演出作品に主演、海外公演でも高い評価を得る。1993年には、東京グローブ座でシェイクスピア全37作品上演に挑戦するという壮大な計画を発表。以後『マクベス』（1993年）、『ハムレット』（1994年）、『オセロ』（1995年）、『十二夜』（1995年、1998年）、『リア王』（1997年）、『テンペスト』（2000年）など、着実に実行していった。陰影に富んだ格調の高い演技で悲劇的人物を得意としていた。
テレビドラマにも多数出演。特に大河ドラマの常連俳優の一人で、計7回出演。1970年放送の『樅ノ木は残った』で主人公の原田甲斐を演じ、大河ドラマ初出演にして初主演を果たす。つづく1973年放送の『国盗り物語』では前半の主人公の斎藤道三を演じ、後半の主人公の織田信長演じる高橋英樹と共に主演をする。大河ドラマとして初の複数回の主演をつとめた。撮影で高橋英樹と共演した平は、「高橋信長の若さがうらやましかった」と後述している。1988年放送の『武田信玄』では、中井貴一演じる主人公・武田信玄の父である武田信虎を演じ、横暴な支配者と失意の流浪者という全く相反する姿を演じている。1991年の『太平記』には北畠親房で出演予定があったが、翌年の『信長 KING OF ZIPANGU』のために同じく出演予定のあった緒形直人と共に降板。緒形は翌年の主演が決定した。1992年放送の『信長 KING OF ZIPANGU』では織田家を惑わす架空の祈祷師で物語の裏の主人公である加納随天を演じ、不可解さと迫力に満ちた演技を見せつけた。その後も2005年放送の『義経』では後白河法皇を演ずるなど助演としても多数出演。最後の出演は2008年放送の『篤姫』で、調所広郷を演じた。大河ドラマ以外でも『三匹の侍』、『眠狂四郎』、『新選組始末記』、『不毛地帯』など主演代表作は数多い。また映画出演も多く、『他人の顔』、『天城越え』、『帝都物語』などの代表作がある。演出家としての顔も持ち、中村玉緒主演の舞台等の演出も手がけた。
1998年に紫綬褒章、2005年に旭日小綬章を受章。2013年、赤坂マネージメント事務所からケイファクトリーへ移籍。晩年は長髪を束ねる髪型をしていた。

### 死去
2016年10月23日、自宅の浴槽で倒れているのを訪れた息子の岳大により発見され、後に死亡が確認された。出演中だったフジテレビのドラマ『カインとアベル』が遺作となった。警視庁北沢警察署での遺体検案などで死亡に事件性がないと判断されたことを受け、遺族の決定により死亡日を10月22日とし、死因は不明としたことが明らかにされた。満82歳没。
葬儀は青山葬儀所で行われ、喪主は平岳大が務めた。10月27日の通夜では元妻の佐久間良子を初め、北大路欣也、三田佳子、渡辺謙、南果歩、内野聖陽、高橋惠子、和泉元彌、榎木孝明、本田博太郎、佐藤隆太、林遣都らが、10月28日の告別式では佐久間良子を初め、藤原竜也、富司純子、堤真一、栗原小巻、佐々木蔵之介、中尾彬、中村玉緒、山田涼介、桐谷健太、竜雷太、市川猿之助、夏木マリ、浅利慶太らが出席。代表して栗原小巻と演出家の鵜山仁が弔辞を述べた。出棺時には、代表作の一つ『王女メディア』の劇中で使用されたヘンデルの「サラバンド」が流された。

## 家族・親族：平家
広島県広島市中区小網町、東京都世田谷区
広島市内の「小網町」あたりは当時、興行街で、映画館や芝居小屋がたくさんあって、大きな寿座という小屋には旅興行の歌舞伎や新派が来ていたその街にある三光寺という寺の門前の両側、20軒ずつぐらい小さな家が並んでいた。その中の一軒が幹二朗の生家だった。夕方になると三味線の音や歓楽街のざわめきが聞こえてくるような所で、幹二朗は遊廓を抜けて小学校に通っていた。自身の家系について、幹二朗によれば「うちは原爆で過去帳がなくなったんですが、僕の友達でいろいろ調べてくれた人がいまして、それによると平の祖父母は質屋をやっていて十軒ほど家作 を持っていたらしいんです。思うに僕の家もその一軒で、うちは他の家作 から上がる家賃で暮らしていたんじゃないでしょうか。だから祖母も母も働かないで何とかやっていけたんだと思います。」という。
祖母
祖母は幹二朗が小学校に上がる前に他界。
父・文雄
文雄は広島の大きな廻船問屋の長男だったが、継母に子供がたくさん生まれたので家に居づらくなり、自ら望んで平家の養子になった。その養母が幹二朗の祖母である。文雄は幹二朗が生後九ヵ月の時に病死。そのため幹二朗には兄弟がなく、父の記憶もない。
母・久代（池田福吉の娘）
カナダ生まれで移民二世の母は敗戦後、原爆の後遺症に苦しみながら、東京のワシントンハイツでメイドの仕事等、様々な仕事を続けて幹二朗に仕送りを続けた。久代の父池田福吉は広島県甲奴郡上下町で誕生。豊かでない家庭に生まれた福吉は出稼ぎにラハイナ（アメリカ）へと渡った。そこで福吉は同じく出稼ぎにきていた、後に結婚するトキと出会った。福吉は次にバンクーバー（カナダ）へと出稼ぎに向かった。当時、この地のパウエルストリートは日系人に溢れ、日系ミュージアムの資料には福吉の名も記されていた。福吉は当時の移民に排他的な雰囲気に負けず、日系人のための下宿屋をはじめた。カナダの知的財産庁のホームページを調べると、福吉は下水処理装置を開発するなどの功績を残していた。
元妻・佐久間良子（女優）
幹二朗が1968年、ドラマ『お吟さま』で共演した佐久間と結婚したのは、NHK大河『樅の木は残った』に主演した36歳の時だった。1970年4月16日、佐久間と霊南坂教会で挙式。1974年7月27日に双子の一男一女が生まれた。1984年5月に離婚。子供達は佐久間のもとへ渡った。
長男・平岳大（俳優）
岳大は当初、俳優になることに抵抗を持っており、アメリカに渡った後、一般企業に就職していた。しかし、その後、考えを改めて俳優になることを決めたとき、喜んで賛成したという。俳優になってからは幹二朗のことを先輩・演技の師・父として濃密な時間を過ごすことができたと記している。

## 後任
平の死後、役を引き継いだのは以下の通り。
- 寺尾聰 - テレビドラマ『カインとアベル』：高田 宗一郎（第4話以降）[22]
- 鹿賀丈史 - テレビドラマ『精霊の守り人』：聖導師（シーズン3以降）[23]
- 池田成志 - 舞台『死の舞踏』：エドガー[24]

## 出演

### 舞台
- 貸間探し（1956年） - 初舞台
- 海神別荘（1980年、博品館劇場特別公演辻村ジュサブローの世界） - 公子（声の出演）[25]
- ファウスト
- ハムレット
- アンドロマック
- 結婚物語
- アンティゴネー
- 狂気と天才
- 近松心中物語
- 元禄港歌
- ヴェニスの商人
- NINAGAWAマクベス
- シラノ・ド・ベルジュラック（劇団四季参加）
- 王女メディア
- 三文オペラ
- タンゴ・冬の終わりに
- マクベス
- オイディプス王
- オセロ
- リチャード3世
- 十二夜
- メジャーフォーメジャー
- リア王
- テンペスト
- 俊寛
- 鹿鳴館
- 剣客商売※藤田まことの代役
- グリーンフィンガーズ
- その男[26]
- イリアス
- アントニーとクレオパトラ
- ヴェニスの商人（劇団四季参加）
- こんばんは、父さん
- 黄昏にロマンス（原作：アレクセイ・アルブーゾフ）
- 冬物語 - 自身の演出で前田美波里とのコンビで上演[27]
- 真田十勇士（2014年） - 徳川家康 役
- クレシダ（2016年） - シャンク 役[28]

### テレビドラマ
- 獣の行方（1957年、NHK総合）
- 松本清張シリーズ・黒の組曲 第25話「渓流」（1962年、NHK総合） - 田村 役
- 近鉄金曜劇場 足摺岬（1962年、中部日本放送）
- 三匹の侍（1963年-1969年、フジテレビ）
- 渥美清の泣いてたまるか（1966年-1968年、TBS）
- 眠狂四郎（1967年、フジテレビ）
- 皇女和の宮（1968年、NET） - 有栖川宮熾仁親王 役
- 女と味噌汁 その13（1969年、TBS） - 向井行助 役
- 検事 霧島三郎（1969年、よみうりテレビ） - 霧島三郎 役
- おんなの劇場『吉野太夫』（1970年、フジテレビ） - 時安 役
- 大河ドラマ（NHK総合）
  - 樅ノ木は残った[29]（1970年） - 原田甲斐 役
  - 国盗り物語[30]（1973年） - 斎藤道三 役
  - 武田信玄（1988年） - 武田信虎 役
  - 信長 KING OF ZIPANGU（1992年） - 加納随天 役
  - 北条時宗（2001年） - 北条重時 役
  - 義経（2005年） - 後白河法皇 役
  - 篤姫（2008年） - 調所広郷 役 ※共演シーンはないが長男・岳大も徳川慶喜役で出演
- 君は海を見たか（1970年、日本テレビ）
- むかしの歌（1970年、TBS）
- 半七捕物帳（1971年、NET）
- 愛と死の砂漠（1971年、フジテレビ）
- 二人の素浪人（1972年-1973年、フジテレビ） - 流月之介 役
- 幡随院長兵衛お待ちなせえ（1974年、毎日放送） - 幡随院長兵衛 役
- 花の生涯（1974年、日本テレビ） - 井伊直弼 役
- 松本清張シリーズ・愛の断層（1975年、NHK総合） - 沖野一郎 役
- はぐれ刑事（1975年、俳優座・日本テレビ） - 風間史郎 役
- 放浪家族（1975年、毎日放送） - 河瀬満男 役
- グッドバイ・ママ（1976年、TBS）- 御手洗菊蔵 役
- 新選組始末記（1977年、TBS） - 近藤勇 役
- おせん（1977年、TBS）
- 風が燃えた（1977年、TBS） - 伊藤博文 役
- 松本清張おんなシリーズ・足袋（1978年、TBS） - 村井英夫 役
- 不毛地帯（1979年、毎日放送） - 壱岐正 役
- 聖女房（1979年、日本テレビ）
- 燃える雨（1980年、TBS）
- 天皇の料理番（1980年、TBS） - 安達参事官 役
- 蒼き狼 成吉思汗の生涯（1980年、テレビ朝日） - エスガイ 役
- 時代劇スペシャル（フジテレビ）
  - 岡っ引どぶシリーズ（1981年 - 1983年） - 町小路左門 役
  - 風車の浜吉捕物綴1、2（1981年・1982年） - 浜吉 役
  - 薩摩飛脚（1982年）- 神谷金三郎 役
  - お庭番秘聞 暗殺者（1983年） - 柘植新之助 役
  - 旗本退屈男（1983年） - 早乙女主水之介 役
- 文吾捕物帳（1981年、テレビ朝日） - 片桐夏之進 役
- 花祭（1982年、フジテレビ） - 若林健蔵 役
- 大奥（1983年、関西テレビ） - 松平信綱 役
  - 第4話「禁じられた愛」
  - 第5話「お湯殿の誘惑」
  - 第8話「偽れる唇」
  - 第13話「子連れ将軍と五人の女」
  - 第14話「京より天女が舞い降りた」
- 松本清張の共犯者（1983年、TBS） - 堀内啓造 役
- 火曜サスペンス劇場（日本テレビ系）
  - 地獄から来た訪問者（1981年11月24日）
  - 松本清張スペシャル・黒の回廊（1984年10月、俳優座映画放送） - 桐原参事官 役
  - 空白の殺意（1991年8月6日）
  - 再婚する女（1991年9月10日、松竹）
  - 森村誠一の無医村の神（1993年7月13日）
  - 弁護士・高林鮎子32・山形新幹線つばさ106号の乗客（2003年7月1日)
  - 女監察医室生亜季子34・追憶（2004年1月、東映）
- 湖水祭（1983年9月-1984年1月、フジテレビ）　- 榊原宗一郎 役
- 月曜ワイド劇場「金属バット殺人事件」（1985年4月8日、テレビ朝日） - 高橋秀男 役
- 土曜ワイド劇場（テレビ朝日）
  - 西村京太郎トラベルミステリー・特急“白鳥”十四時間（1985年）
  - 迷探偵記者羽鳥雄太郎と駆出し女刑事（1985年） - 編集長 役
  - 松本清張特別企画・黒革の手帖（1996年） - 楢林謙治 役
  - 事件7・無理心中で息子を殺した女!（1999年） - 向井検事 役
  - タクシードライバーの推理日誌25・殺人画廊の女（2009年4月11日） - 宮崎良助 役
- 12時間超ワイドドラマ（テレビ東京系）
  - 風雲江戸城 怒涛の将軍徳川家光（1987年1月2日） - 徳川義直 役
  - 徳川武芸帳 柳生三代の剣（1993年1月2日） - 柳生石舟斎 役
- 女と女 華やかな春（1987年1月3日、フジテレビ） - 北村英輔 役
- 教師びんびん物語（1988年、フジテレビ） - 奥沢大造 役
- 事件の女たち「父は戦争に行った」（1988年8月15日、テレビ東京・仕事）
- 避暑地の猫（1988年9月1日 - 9月22日、テレビ朝日系）
- さよなら李香蘭（1989年、フジテレビ） - 山口文雄 役
- 荒木又右衛門 決戦鍵屋の辻（1990年、NHK総合） - 河合半左衛門 役
- いつも誰かに恋してるッ（1990年、フジテレビ）
- 勝海舟（1990年、日本テレビ） - 新門辰五郎 役
- 貴族の階段（1991年4月16日、TBS） - 西の丸秀彦 役
- 大石内蔵助 冬の決戦（1991年、NHK総合） - 大石内蔵助 役
- 現代推理サスペンス 二重生活（1991年、関西テレビ）
- 源義経（1991年、日本テレビ） - 後白河法皇 役
- 月曜ドラマスペシャル おやじのヒゲ11（1991年、TBS）
- 夏の嵐!（1992年） - 都築浩明 役
- 男と女のミステリー・金曜ドラマシアター・金曜エンタテイメント（フジテレビ系）
  - 街 PARTII （1990年1月19日） - 緒方元一郎 役
  - 獄門島（1990年9月28日） - 鬼頭嘉右衛門 役
  - 悪霊島（1991年10月4日） - 刑部大膳 役
  - 松本清張作家活動40年記念・球形の荒野（1992年2月7日、仕事） - 野上顕一郎 役
  - 松本清張スペシャル・Dの複合（1993年9月10日、レオナ） - 奈良林保 役
  - 悪魔の手毬唄（1993年9月24日） - 多々良放庵 役
  - 犬神家の一族（1994年10月7日） - 犬神佐兵衛 役
  - 八つ墓村（1995年10月13日） - 田治見要蔵
  - 悪魔が来りて笛を吹く（1996年10月25日） - 新宮公丸 役
  - 滅びのモノクローム（2004年2月20日） - 伊波謙一郎 役
- 月曜・女のサスペンス（テレビ東京系 / Protx / クリームインターナショナル）
  - 愛がこわれる時（1991年11月4日） - 主演
  - 殺意の滝・愛が憎しみに変わる時（1992年） - 主演
- 愛と疑惑のサスペンス レベル7－空白の90日－（1994年、関西テレビ）
- 荒木又右衛門 男たちの修羅（1994年、テレビ東京 / 松竹） - 伊達政宗 役
- 100億の男（1995年、関西テレビ） - 久我山天善 役
- 三毛猫ホームズの推理（1996年、テレビ朝日）
- 月の船（1996年、NHK総合） - 伊能真一郎 役
- 忠臣蔵（1996年、フジテレビ/東映） - 吉良上野介 役
- それが答えだ!（1997年、フジテレビ 水曜劇場） - 宮園 役
- 松本清張サスペンス特別企画・熱い絹（1998年、よみうりテレビ） - 下沢平造 役
- 剣客商売（1998年 - 2010年、フジテレビ / 松竹） - 田沼意次 役
- 鞍馬天狗（2001年、フジテレビ 金曜エンタテイメント） - 牧野貞明 役
- 蝉しぐれ（2003年、NHK総合） - 里村左内 役
- けものみち（2006年、テレビ朝日） - 鬼頭洪太 役
- 水戸黄門 第37部（2007年、TBS / C.A.L.） - 徳川光貞役　※長男岳大（第33部出演）に続いて親子2代でのゲスト出演
- 男装の麗人〜川島芳子の生涯〜（2008年、テレビ朝日） - 川島浪速 役
- 必殺仕事人2009　第5話ゲスト（2009年2月13日、朝日放送 / 松竹） - 正円 役
- おみやさん6　第13話ゲスト（2009年2月26日、テレビ朝日）
- 土曜時代劇 隠密八百八町（2011年、NHK総合） - 楽翁（松平定信） 役
- 告発〜国選弁護人 第2話ゲスト （2011年、テレビ朝日） - 浅井正憲 役
- パンドラIII 革命前夜（2011年10月 - 11月、WOWOW） - 湯田作之助 役
- 杉村三郎シリーズ（TBS） - 今多嘉親 役
  - 名もなき毒（2013年7月 - 9月）
  - ペテロの葬列（2014年7月 - 9月）
- 水曜ミステリー9（テレビ東京）
  - 「カメラマン亜愛一郎の迷宮推理」（2013年11月15日） - 高林勇作 役
- 刑事のまなざし 第10話・最終話（2013年12月9日・16日、TBS） - 宗方善 役[31]
- 医龍 -Team Medical Dragon- 4（2014年1月 - 3月、フジテレビ） - 桜井修三 役
- リスクの神様（2015年7月 - 9月、フジテレビ） - 天童徳馬 役
- ザ・ドライバー（2015年10月11日、テレビ朝日） - 西郷繁 役[32]
- 放送90年 大河ファンタジー 「精霊の守り人」（2016年3月 - 2017年3月、NHK総合） - 聖導師 役[33]
- 沈まぬ太陽 第2部（2016年7月 - 10月、WOWOW） - 利根川 役 [34]
- カインとアベル 第1話・第2話（2016年10月、フジテレビ） - 高田宗一郎 役 ※遺作

### 映画
- 森は生きている（1956年、カラー映画） - 西の国の大使 役
- 乾杯!見合結婚（1958年） - 長尾啓吉 役
- 富士に立つ若武者（1961年） - 佐々木盛綱 役
- 天草四郎時貞（1962年） - 松倉勝家 役
- 千姫と秀頼（1962年） - 坂崎出羽守 役
- 髑髏銭（1962年） - 徳川綱吉 役
- 三百六十五夜（1962年） - 津川厚 役
- 源九郎義経（1962年） - 亀井重清 役
- 宮本武蔵 二刀流開眼（1963年） - 吉岡伝七郎 役
- 人生劇場 続飛車角（1963年） - 蔵高三之助 役
- 昭和侠客伝（1963年） - 土井 役
- 宮本武蔵 一乗寺の決斗（1964年） - 吉岡伝七郎 役
- 三匹の侍（1964年） - 桔梗鋭之介 役
- 大殺陣（1964年） - 浅利又之進 役
- 座頭市関所破り（1964年） - 沖剛之助 役
- 獣の剣（1965年） - 平木弦之助 役
- 五匹の紳士（1966年） - 千石 役
- 他人の顔（1966年） - 医者 役
- 暖流（1966年） - 日疋祐三 役
- ゴメスの名はゴメス 流砂（1967年） - 香取吉彦 役
- 智恵子抄（1967年） - 石井 役
- 千羽鶴（1969年） - 菊治 役
- 天保水滸伝 大原幽学（1976年） - 大原幽学 役
- 錆びた炎（1977年） - 遠丸次郎 役
- 歌麿 夢と知りせば（1977年） - 市川団鶴／夢の浮橋 役
- 徳川一族の崩壊（1980年） - 一橋慶喜 役
- 日本の熱い日々 謀殺・下山事件（1981年） - 奥野警視総監 役
- 誘拐報道（1982年） - 剣持県警捜査第一課長 役
- 天城越え（1983年） - 小野寺建造 役
- 日本海大海戦 海ゆかば（1983年） - 明治天皇 役
- 彩り河（1984年） - 井川正治郎 役
- 必殺! ブラウン館の怪物たち（1985年） - 老中稲葉 役
- 食卓のない家（1985年） - 川辺弁護士 役
- 早春物語（1985年） - 竹中常務 役
- 帝都物語（1988年） - 平井保昌 役
- 優駿 ORACION（1988年） - 増原耕左右 役
- アナザー・ウェイ ―D機関情報―（1988年） - 川瀬 役
- ZIPANG（1990年） - ジパング王 役
- 修羅の伝説（1992年） - 桐野浩司 役
- RAMPO（1994年） - 大河原侯爵 役
- シャ乱Qの演歌の花道（1997年） - 鳴門大輔 役
- 隧穴幻想 トンカラリン夢伝説（1998年） - 主演・アソン 役
  - 熊本物語（2002年）※上記収録オムニバス映画
- ピストルオペラ（2001年） - 花田五郎 役
- あずみ2 Death or Love（2005年） - 真田昌幸 役
- オペレッタ狸御殿（2005年） - 安土桃山 役
- 相棒 -劇場版- 絶体絶命! 42.195km 東京ビッグシティマラソン（2008年） - 御厨紀實彦 役
- GOEMON（2009年） - 千利休 役
- 十三人の刺客（2010年） - 土井利位 役
- 忍たま乱太郎（2011年） - 大川平次渦正（学園長） 役
- 蜘蛛の糸（2011年） - カンダタ 役
- 永遠の0（2013年） - 長谷川 役
- 円卓 こっこ、ひと夏のイマジン（2014年） - 石太 役
- 蒼の乱（2015年） - 常世王 / 奥の大殿 役

### 劇場アニメ
- 安寿と厨子王丸（1961年、東映） - 山椒次郎 役[35]
- 太陽の王子 ホルスの大冒険（1968年、東映） - 悪魔グルンワルド 役[36]
- チベット犬物語 〜金色のドージェ〜（2012年） - テンジン（大人）役

### 吹き替え
- ケインとアベル（1986年） - アベル・ロフノフスキー 役 / ピーター・ストラウス
- アトランティス 失われた帝国（2001年） - アトランティス王 役 / レナード・ニモイ

### 朗読
- ストラヴィンスキー：オペラ『エディプス王』 - 朗読

- 平家物語（2005年）

### バラエティ
- 世直しバラエティー カンゴロンゴ（NHK総合）
- ファミリーヒストリー（2013年2月18日、NHK総合）※長男・岳大と出演

## 受賞・受章
- 1984年 - 芸術選奨文部大臣賞（「王女メディア」「タンゴ・冬の終わりに」）
- 1988年 - 都民文化栄誉章
- 1998年 - 紫綬褒章
- 2001年 - 読売演劇大賞・最優秀男優賞（「グリークス」「テンペスト」）
- 2005年 - 旭日小綬章[37]
- 2005年 - 紀伊國屋演劇賞・個人賞（「ドレッサー」）
- 2009年 - 朝日舞台芸術賞・アーティスト賞、読売演劇大賞・最優秀男優賞（「リア王」「山の巨人たち」）
- 2011年 - 菊田一夫演劇賞・演劇大賞（「サド侯爵夫人」「イリアス」）
- 2012年 - 文化庁芸術祭賞・優秀賞（「エレジー」）
- 2013年 - 毎日芸術賞
- 2016年 - 第37回松尾芸能賞・大賞 [38]